# Tectaria translucens
Tectaria translucens är en ormbunkeart som beskrevs av Holtt. Tectaria translucens ingår i släktet Tectaria och familjen Tectariaceae. Inga underarter finns listade.